# Ризогенез
Ризогенез — це процес формування коренів de novo.
У період з 1930-х по 1960-ті роки бородаті корені (БК) вивчалися в першу чергу як ознака інвазії патогенів у садових рослин. Лише до 1970-1980-х років Agrobacterium rhizogenes ідентифікували як бактеріальний агент, який через перенесення генів бактеріальної плазміди Ri індукує синдром бородатих коренів та стимулює ризогенез.

## Етапи ризогенезу
Етапи ризогенезу на черешках листкових експлантів А. thaliana дикого типу in vitro: 

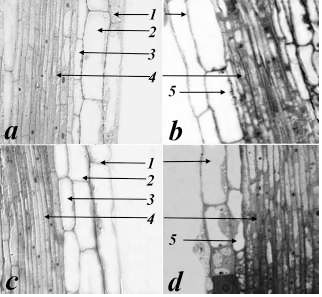
Етапи ризогенезу на черешках листкових експлантів А. thaliana

а — поперечний зріз черешка;
b — клітини пучкового камбію з наступним утворенням кореневого зачатка;
c — зачаток кореня на поверхні черешка;
d — корінь, сформований de novo;
1 — епідерма, 2 — провідні пучки, 3 — хлоренхіма, 4 — зачаток кореня, 5 — клітини камбію.
(світлова мікроскопія, a, b — ×200; c, d — × 31,5).

## Вплив середовища in vitro на ефективність ризогенезу
Зниження рівня макроелементів у середовищі під час укорінення in vitro сприяє ризогенезу мікроживців більшості рослин. У троянди ці мінеральні солі зазвичай розбавлені наполовину, іноді до третини або навіть чверті від макроелементів MS, які використовуються в середовищі для розмноження. Подальше розведення солей не дає більше задовільних результатів. Сприятливо впливає на ризогенез низька концентрація солей із нітрогеном. Зниження вмісту нітратних та амонійних солей рівня до однієї восьмої (7,5 ммоль/л) середовища MS (60 ммоль/л) і розведення решти макроелементів до половини дає найбільш ефективне укорінення. Важливо зазначити, що для кожної рослини існує певне оптимальне співвідношення нітратів та амонію, зокрема для троянди воно становить 3:1.
Також на ризогенез впливає ряд органічних речовин, зокрема фітогормонів.
У експерименті з Crambe giberosa внесення БАП до складу середовища пригнічувало ризогенез та викликало ініціацію калюсогенезу. За культивування експлантів з кінетином (0,1—1,5 мг/л) пригнічувався ризогенез, але при перенесенні на безгормональне середовище пагони швидко укорінювались.
За використання кінетину з бічної бруньки Crambe tataria також відмічали регенерацію пагонів та пригнічення ризогенезу.
Мелатонін регулює ріст коренів, пагонів і експлантів, активізує проростання насіння і ризогенез, а також затримує індуковане старіння листків.